# Emilia Brodin
Emilia Elisabeth Appelqvist (Uppsala, 11 de fevereiro de 1990) é uma antiga futebolista profissional sueca que atuava como meia. 

## Carreira
Emilia Appelqvist fez parte do elenco da Seleção Sueca de Futebol Feminino, nas Olimpíadas de 2016. 